# TJメディア
TJメディア(ティージェイメディア, TJ미디어, 티제이미디어, TJ media)は、韓国のカラオケ機器製造会社である。1981年に設立され、元の社名は、テジン音響(태진음향)あったが、1997年にテジンメディア(태진미디어, Taijin Media)に変更した後、2005年に現在の社名に変更した。ブランドスローガンは「うたうたのしみ、TJ」。
2018年6月より歌手のホン・ジニョンを広告モデルとして起用している。